# University of Illinois/NCSA Open Source License
Die University of Illinois/NCSA Open Source License (UI/NCSAOSL) ist eine Freizügige Open-Source-Lizenz, die auf der MIT-Lizenz und der BSD-Lizenz basiert. Indem sie Teile der beiden Lizenzen kombiniert, versucht die Lizenz, klarer und genauer als jede der anderen beiden zu sein. Die UI/NCSAOSL ist OSI-geprüft, zählt als freie Softwarelizenz, ist GPL-kompatibel, jedoch keine Copyleft-Lizenz.
Die Lizenz ist das Ergebnis von Bemühungen eines Komitees der University of Illinois, welches 2001 gegründet wurde. Das Ziel war das Erstellen eines neuen Lizenz-Standards für die NCSA und die weltweite Software-Community. Die UL/NCSAOSL wurde am 28. März 2002 während eines Treffens der OSI als Opensource-Lizenz zertifiziert.
Quellcode, der unter der NCSA-Lizenz steht, kann in proprietären Produkten verwendet werden, im Gegensatz zu den Verpflichtungen, die Copyleft-Lizenzen erfordern. Die NCSA-Lizenz ist kompatibel mit allen Versionen der GPL.

## Ausdrücke

### Originaltext
Der folgende Text ist eine Lizenzvorlage. Die Angaben zwischen spitzen Klammern werden ausgefüllt.
```
Copyright (c) <YEAR> <OWNER ORGANIZATION NAME>.  All rights reserved.

Developed by: <NAME OF DEVELOPMENT GROUP>
              <NAME OF INSTITUTION>
              <URL FOR DEVELOPMENT GROUP/INSTITUTION>

Permission is hereby granted, free of charge, to any person obtaining a copy
of this software and associated documentation files (the "Software"), to
deal with the Software without restriction, including without limitation the
rights to use, copy, modify, merge, publish, distribute, sublicense, and/or
sell copies of the Software, and to permit persons to whom the Software is
furnished to do so, subject to the following conditions:
  1. Redistributions of source code must retain the above copyright notice,
     this list of conditions and the following disclaimers.
  2. Redistributions in binary form must reproduce the above copyright
     notice, this list of conditions and the following disclaimers in the
     documentation and/or other materials provided with the distribution.
  3. Neither the names of <NAME OF DEVELOPMENT GROUP>, <NAME OF
     INSTITUTION>, nor the names of its contributors may be used to endorse
     or promote products derived from this Software without specific prior
     written permission.

THE SOFTWARE IS PROVIDED "AS IS", WITHOUT WARRANTY OF ANY KIND, EXPRESS OR
IMPLIED, INCLUDING BUT NOT LIMITED TO THE WARRANTIES OF MERCHANTABILITY,
FITNESS FOR A PARTICULAR PURPOSE AND NONINFRINGEMENT.  IN NO EVENT SHALL THE
CONTRIBUTORS OR COPYRIGHT HOLDERS BE LIABLE FOR ANY CLAIM, DAMAGES OR OTHER
LIABILITY, WHETHER IN AN ACTION OF CONTRACT, TORT OR OTHERWISE, ARISING
FROM, OUT OF OR IN CONNECTION WITH THE SOFTWARE OR THE USE OR OTHER DEALINGS
WITH THE SOFTWARE.
```

### Deutsche Übersetzung
Hinweis: Diese Übersetzung ist nicht rechtsgültig und darf nur als Ergänzung zur englischen Version zu einem Produkt hinzugefügt werden!
```
Copyright (c) <JAHR> <URHEBER> Alle Rechte vorbehalten.

Entwickelt von: <NAME DES PROJEKTS>
               <NAME DER INSTITUTION>
               <WEBSEITE DES PROJEKTS/INSTITUTS>

Hiermit wird jeder Person, die eine Kopie dieser Software und
derer Dokumentation besitzt, die Erlaubnis gegeben, mit dieser
Software ohne Beschränkung zu handeln, was keine Einschränkung
bezüglich des Nutzens, Kopierens, Veränderns, Zusammenführens,
Veröffentlichens, Weiterverteilens, Unterlizenzierens und/oder
Verkaufens von Kopien der Software sowie das Weitergeben dieser
Rechte an andere Personen einschließt,
und zwar unter den folgenden Bedingungen:
   1. Weiterverteilte Kopien des Quellcodes müssen obige
      Urheberrechtshinweise, diese Liste und die folgenden
      Haftungsablehnungen enthalten.
   2. Weiterverteilungen in binärer Form müssen die Urheberrechtshinweise,
      diese Liste von Bedingungen sowie die folgenden Haftungsablehnungen
      entweder durch die Dokumentation und/oder andere Materialien,
      die mit der Binärversion zur Verfügung gestellt wurden, wiedergeben können.
   3. Weder die Namen von <NAME DES PROJEKTS>, <NAME DER INSTITUTION>,
      noch die Namen der Mitentwickler dürfen für Werbung für abgeleitete Produkte
      dieser Software genutzt werden, falls keine explizite Erlaubnis vorliegt.

Die Software wird im Ist-Zustand zur Verfügung gestellt, ohne
jegliche Garantie irgendeiner Art, ausdrücklich oder impliziert,
einschließlich (aber nicht begrenzt auf) Gebrauchstauglichkeit,
Funktionieren für einen bestimmten Zweck und Nichtverletzung.
Auf keinen Fall sind die Mitentwickler oder Urheber haftbar
für jegliche Ansprüche, Schäden oder andere 
Verantwortung, weder in einer Vertragswirksamkeit, einem
Vergehen oder andererweise, die sich aus dem Nutzen der Software
oder anderen Dingen in Verbindung mit der Software ergeben.
```

## Vergleich mit anderen Lizenzen
Die NCSA-Lizenz ist vorlagenbasiert, wie die MIT/X11-Lizenz und die BSD-Lizenzen.
Die Grundzüge der NCSA-Lizenz basieren auf der MIT-Lizenz; die NCSA-Lizenz macht deutlich, dass sie auf die Software und alle Dokumentationsdateien angewendet wird und ist, was die Rechteübertragung angeht, genauer als die BSD-Lizenz.
Die drei Lizenzabschnitte sind fast identisch mit denen der veränderten BSD-Lizenz. Sie verpflichtet dazu, dass Weiterverteilungen die Lizenz einschließen und schützt die Namen der Entwickler davor, ohne Erlaubnis in Werbungen für abgeleitete Produkte aufzutauchen. Hier ist die NCSA-Lizenz präziser als die MIT-Lizenz, die nicht zwischen Weiterverbreitung als Quellcode oder als Objektdateien unterscheidet.
Die NCSA-Lizenz bewegte Lawrence E. Rosen von der OSI, die Academic Free License zu schreiben. Die AFL ist komplexer als die MIT-, BSD- oder NCSA-Lizenzen und deckt auch andere Gebiete wie Patent- und Handelsmarkenrecht ab.